# Anny Čížkové
Anny Čížkové je krátká ulice v Hloubětíně na Praze 14, která začíná na ulici Poděbradské a má slepé zakončení. Od Poděbradské vede přibližně jihojihovýchodním směrem.

## Historie a názvy

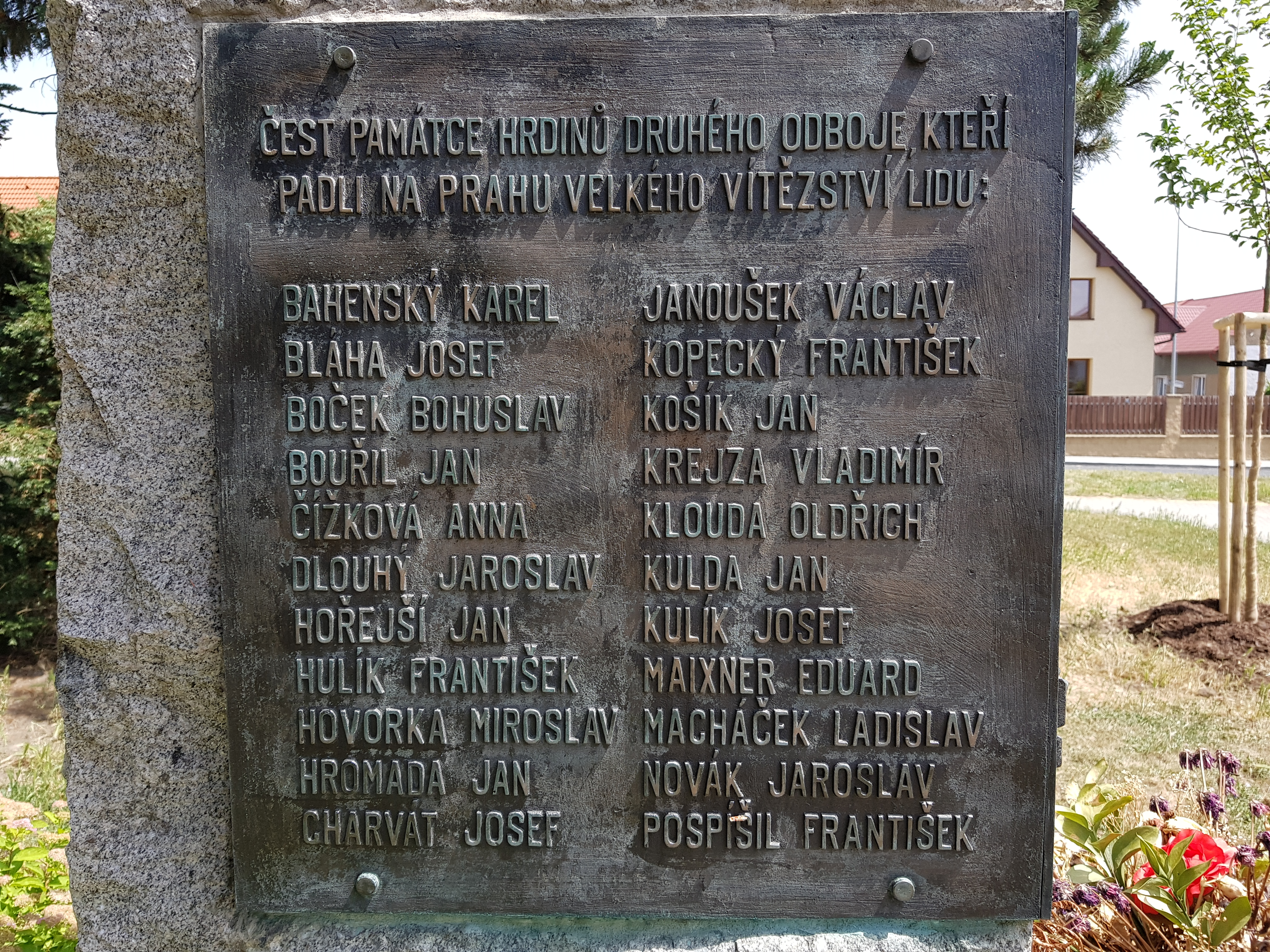
Jméno Anny Čížkové ve výčtu obětí na západní straně pomníku obětem 2. světové války na bývalém náměstí V Novém Hloubětíně

Dlouho nebylo známo, čím se Anna Čížková proslavila ani okolnosti vzniku ulice. Předpokládá se, že se jedná o obyvatelku dnešní Prahy 14, která padla během Pražského povstání v květnu 1945. Její jméno figuruje na památníku obětem 2. světové války na bývalém náměstí V Novém Hloubětíně a také na ústřením památníku obětí válečných let na Krčínově náměstí v Kyjích. Název tak patří ke skupině ulic pojmenovaných po kyjských občanech, kteří padli během Pražského povstání nebo byli nacisty umučeni v koncentračních táborech, jako ulice Cíglerova, Bouřilova, Bratří Venclíků, Ronešova, Trytova a Vlčkova.
Do roku 1947 byla bezejmenná, poté se jmenovala Pod Svatým Jiřím podle své polohy nedaleko kostela svatého Jiří. Na některých mapách je ovšem chybně označena jako Podkostelní (viz mapa vpravo dole).

## Zástavba

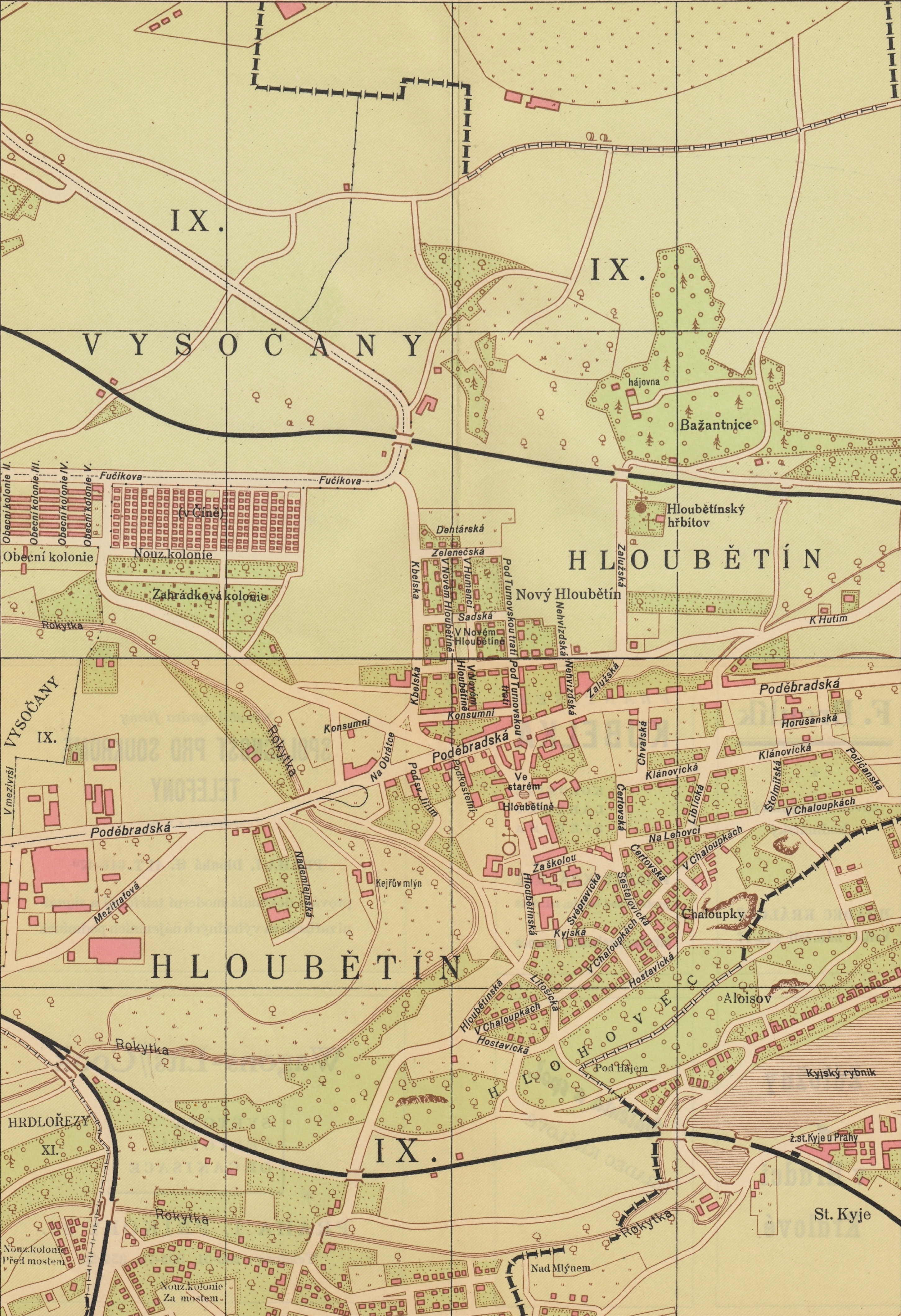
Na této mapě Hloubětína z roku 1948 je ulice označena jako Podkostelní, ovšem mapa obsahuje více chyb.

Na východní straně ulice na místě zarostlého pozemku byl v letech 2020–2021 vybudován bytový dům Park Corner, který má tři nadzemní a dvě podzemní podlaží. V budově je 16 bytů o dispozici 1kk až 4kk a dvě komerční jednotky, které se nacházejí v prvním suterénu. Součástí některých bytů jsou střešní terasy, předzahrádky či balkony. V druhém suterénu je 17 parkovacích stání. Kvůli úspoře prostoru slouží vozidlům k přepravě na parkoviště autovýtah. Budova byla navržena jako energeticky úsporná (kategorie B). Developerem byla firma Gartal. Na západní straně je dvoupatrová zástavba (dům čp. 210/7) a zahrada, na konci ulice je vjezd do zahrady.